# Fruta Quente
Fruta Quente é uma banda brasileira do estado do Pará que se formou em 1990.

## História
Fundada em em 1990, já tocou em várias casas noturnas de Belém do Pará; participou das micaretas Carnabelém, Parafolia e Marafolia com um bloco próprio titulado Filhos da Fruta. Tocou e gravou um CD em Miami (EUA), tocou em Aruba em 1996 e no réveillon 2000 em Portugal, nos parques do Cassino Estoril.
Já tem 6 CDs gravados, um deles em Miami.

## Primeira formação
- Heraldo Ramos -  vocal
- J.F."Cowboy" - bateria
- Otávio Gorayeb - percussão e backing vocal
- Ricky Sandres  - teclados e backing vocal
- Augusto "Baboo" - contra-baixo
- Beto Meireles - guitarra e violão
- Luiz Pardal

## Formação atual
- Heraldo Ramos - vocal
- Ricardo Tavares - vocal
- J.F."Cowboy" - bateria
- Otávio Gorayeb - percussão e backing Vocal
- Rhicky Sandres - teclados e backing Vocal
- Augusto "Baboo"- contra baixo
- Jeremias Progenio - guitarra e violão

## Discografia
- 1993 - Fiesta
- 1995 - Fruta da Paixão
- 1997 - Batuque
- 1999 - Todo Mundo Gosta
- 2002 - Amantes
- 2014 - Só no Love...

## Apresentação
A Banda fez uma apresentação no Centur, em Belém, em 28 de outubro de 2009; a partir daí voltou a ativa e fazem shows até hoje, gravando um novo cd em 2014.